# Jonny Edgar
Jonny Edgar (Whitehaven, 13 de fevereiro de 2004) é um automobilista britânico.

## Carreira

### Campeonato de Fórmula 3 da FIA
Em 14 de janeiro de 2021, foi anunciado que Edgar havia sido contratado pela equipe Carlin para a disputa do Campeonato de Fórmula 3 da FIA de 2021.
Para a disputa da temporada de 2022, ele se transferiu para a Trident. Edgar foi forçado a perder as rodadas de Ímola e de Barcelona devido há problemas de saúde, e foi substituído por Oliver Rasmussen. Com Edgar retornando ao seu lugar para a disputa dos eventos restantes.
Em 20 de dezembro de 2022, foi anunciado que Edgar havia sido contratado pela MP Motorsport para a disputa da temporada de 2023.

### Fórmula 1
Em setembro de 2017, Edgar foi nomeado uma das quatro novas contratações da Red Bull Junior Team, ao lado de Dennis Hauger, Jack Doohan e Harry Thompson. Porém, no início de 2023, foi anunciado que ele deixaria a equipe júnior.

### Fórmula E
Em abril de 2023, Edgar foi convidado a participar do teste para novatos da Fórmula E em Berlim com a equipe Envision Racing.